# Hypodactylus latens
Espèce
Synonymes
- Eleutherodactylus latens Lynch, 1989

Statut de conservation UICN

 EN B1ab(iii) : En danger
Hypodactylus latens est une espèce d'amphibiens de la famille des Craugastoridae.

## Répartition
Cette espèce est endémique de la cordillère centrale en Colombie. Elle se rencontre dans les départements d'Antioquia, de Caldas, de Quindio et de Tolima entre 2 600 et 3 200 m d'altitude.

## Publication originale
- Lynch, 1989 : Intrageneric relationships of mainland Eleutherodactylus (Leptodactylidae). 1. A review of the frogs assigned to the Eleutherodactylus discoidalis species group. Contributions in Biology and Geology, Milwaukee Public Museum, vol. 79, p. 1-25.